# Xã Upper Southampton, Quận Bucks, Pennsylvania
Xã Upper Southampton (tiếng Anh: Upper Southampton Township) là một xã thuộc quận Bucks, tiểu bang Pennsylvania, Hoa Kỳ. Năm 2010, dân số của xã này là 15.152 người.